# Midnight Memories
A Midnight Memories a One Direction brit-ír fiúegyüttes harmadik stúdióalbuma, amely 2013-ban jelent meg. Az albumot úgy írták le, hogy "kissé rockosabb tónusú", mint a korábbi dalaik/albumaik. Ez lett az Amazon UK történetének leggyorsabban fogyó albuma, megdöntve a One Direction korábbi, Take Me Home (2012) című kiadásának rekordját. Az album első helyen debütált az amerikai Billboard 200-on, így a One Direction lett az első együttes a történelemben, amely első helyen debütált az Egyesült Államokban az első három albumukkal.Az IFPI listái szerint, négymillió példányban kelt el.
Az albumot megelőzte a "Best Song Ever" "Story of My Life", a "Midnight Memories" és a "You & I" című négy kislemez megjelenése.
Az album megjelenésekor a Midnight Memories vegyes kritikákat kapott a zenekritikusoktól. Sok kritikus dicsérte a lírai mélységet és a zenei kompozíciót az albumon. Mások azonban azzal ellenérveltek, hogy az anyag kevésbé volt emlékezetes, mint a korábbi munkájuk, és úgy érezték, hogy a témák nem voltak olyan érettek, mint várták. Az album népszerűsítése érdekében a One Direction megkezdte harmadik stadionkoncert-turnéját, melynek címe Where We Are Tour volt 2014-ben. 

## Számlista
1. Best Song Ever (3:20)
2. Story of My Life (4:06)
3. Diana (3:05)
4. Midnight Memories (2:56)
5. You & I (3:58)
6. Don't Forget Where You Belong (4:01)
7. Strong (3:05)
8. Happily (2:56)
9. Right Now (3:21)
10. Little Black Dress (2:38)
11. Throught the Dark (3:42)
12. Something Great (3:57)
13. Little Whte Lies (3:18)
14. Better Than Words (3:29)
15. Why Don't We Go There (2:54)
16. Does He Know (3:00)
17. Alive (2:41)
18. Half a Heart (3:09)